# Ecliptopera dubernardi
Ecliptopera dubernardi là một loài bướm đêm trong họ Geometridae.